# Parco della Vettabbia

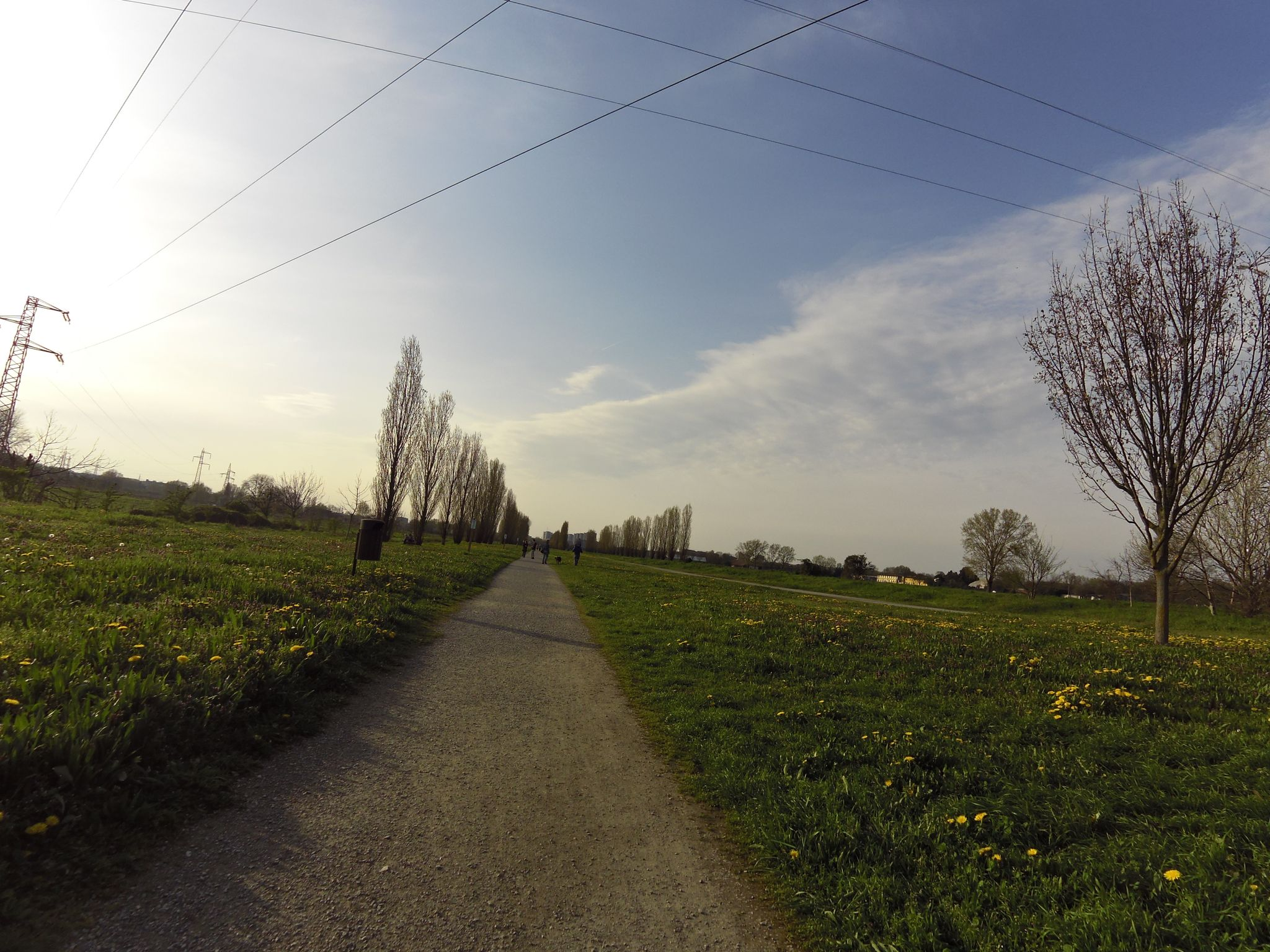
Parco della Vettabbia a Milano (2018)

Il Parco della Vettabbia fa parte del Parco agricolo Sud Milano. Prende il nome dal Naviglio Vettabbia che lo attraversa, è situato a sud della città di Milano nel Municipio 5, e confina con il territorio comunale di Opera.
Il grande parco pubblico rende la zona di via Ripamonti una delle più verdi della città di Milano e con l'aria più pulita, grazie ai suoi viali alberati, dove sono frequentemente presenti rapaci, volpi, uccelli e gufi.

## La storia
La zona è stata bonificata e coltivata fin dal XII secolo dai monaci dell'Abbazia di Chiaravalle e nella parte iniziale prende il nome di Valle dei Monaci, lungo un percorso che, proseguendo fino al Po (che raggiunge a Corte sant'Andrea), collega Milano alla Via Francigena.
All'inizio del parco, su un diverticolo di via Ripamonti, esiste ancora, seppure ristrutturato ad uso abitativo, l'omonimo antico mulino.

## Flora
Nel parco, sono molte le specie arboree presenti. Tra le tante, il frassino maggiore, la farnia, l'olmo campestre, arbusti di sanguinella, l'evonimo, la frangola, il ligustro, il sambuco, l'ontano nero, il salice bianco e il salice grigio.